# Stefania ackawaio
Stefania ackawaio és una espècie de granota de la família Leptodactylidae endèmica de Guyana. Aquesta espècie és coneguda només des de l'entorn de l'altiplà nord-est de Mount Ayanganna, i des de la Muntanya Wokomung a Guyana, entre 1490 i 1550 m (MacCulloch i Lathrop 2002, MacCulloch et al. 2006). Probablement té un rang molt restringit. Habita una mena de bosc de gran altitud. Totes les mostres es van recollir a la nit, a les fulles o branques, a 1-3 m del terra. Les femelles porten els ous a l'esquena i els joves es desenvolupen completament a l'esquena de la mare. No hi ha amenaces conegudes, i totes les zones conegudes d'aquesta espècie són en àrees no pertorbades, remotes. No obstant això, donat el seu petit rang, roman vulnerable pels processos estocàstics amenaçadors.